# Cappeln
Cappeln is een gemeente in de Duitse deelstaat Nedersaksen. De gemeente maakt deel uit van het Landkreis Cloppenburg.
Cappeln telt 7.266 inwoners.

## Andere plaatsen in de gemeente
Naast het dorp Cappeln (3.062 inwoners) omvat de gemeente nog acht andere dorpen:
- Bokel, 1½ km  ten ZW van Cappeln (658)
- Elsten, 7 km ZW (672)
- Mintewede, 4 km O (28)
- Nutteln/Tegelrieden, 6-7 km W (152 resp. 45)
- Schwichteler, 7 km ZO (288)
- Sevelten, 4 km W (1.760)
- Tenstedt, 3 km ZO (436)
- Warnstedt, 9 km ZW (165)

Gemeentetotaal 30 april 2019: 7.739 incl. tweede-woningbezitters en asielzoekers.
Tussen haakjes het aantal inwoners per dorp of gehucht per 30 april 2019 (bron: website van de gemeente).

## Ligging, verkeer, vervoer
Cappeln is een landelijke gemeente die direct ten zuidoosten van de stad Cloppenburg ligt.

### Naburige plaatsen
- Emstek, 5½ km NO (noordoostwaarts)
- Cloppenburg, 8 à 10 km NW
- Bakum, 9 km ZO
- Vechta, afhankelijk van de gekozen route 18-24 km ZO
- Essen, afhankelijk van de gekozen route 16-20 km ZW

### Wegverkeer
Het hoofddorp Cappeln wordt ontsloten door kleine, vaak bochtige binnenwegen, die het met Cloppenburg en alle andere naburige plaatsen verbinden. Noordelijk en oostelijk langs Cappeln loopt echter de Bundesstraße 72, die hier het karakter van een tweebaans autoweg zonder gelijkvloerse kruisingen heeft. De B 72 heeft een afrit naar Emstek en Cappeln, halverwege deze twee dorpen. Volgt men deze B 72 van hier ongeveer 7½ km oostwaarts, dan bereikt men afrit 65 van de Autobahn A1 Bremen - Osnabrück.

### Openbaar vervoer
Station Cloppenburg aan de spoorlijn Oldenburg - Osnabrück is op de fiets over een smal weggetje vanuit Cappeln na 6 km te bereiken.
Van Station Cloppenburg rijdt op werkdagen 's morgens vroeg één bus naar Emstek en Cappeln v.v.. Deze rijdt in de middaguren, na het uitgaan van de scholen, nog één keer per dag. Verder rijden er belbussen in en om de gemeente, die men via de Duitse (niet-commerciële) website www.moobilplus.de kan boeken.

## Economie
De landbouw, met bijbehorend midden- en kleinbedrijf, is het voornaamste middel van bestaan in de gemeente. 
De paardenfokkerij heeft in dit dorp een tot 1310 teruggaande traditie. In dat jaar werd de beroemde stoeterij Vorwerk opgericht. Sinds ca. 1880 worden hier hengsten van zeer goede kwaliteit gefokt, die onder andere in diverse takken van de paardensport worden gebruikt. Om deze reden wordt het wapen van de gemeente ook door een paardenhoofd gesierd. De stoeterij is in een markante vakwerkboerderij gevestigd.

## Geschiedenis
Aan de Calhorner Mühlenbach bevinden zich restanten van een ringwalburcht met de naam Quatmannsburg. Het hoofdgedeelte van de walburcht bestaat uit een ronde wal van 90- 100 m diameter. De hoogte van de wal is maximaal 2 m en de maximale breedte 22 meter. De ouderdom van het geheel is onbekend. Er zijn echter bij archeologische opgravingen voorwerpen uit de 11e en 12e eeuw gevonden. De ringwalburcht draagt de naam van de grondeigenaar.
Eerste schriftelijke vermelding:
- Sevelten:  11e eeuw, als „Swiveldon“, in een document van de Abdij Corvey; later „Svivulten“ (1110), toen er daar reeds een kapel bestond.
- Cappeln:  1159. Cappeln was oorspronkelijk een kapel onder de parochie Emstek.
- Elsten, Bokel, Tenstedt en Osterhausen: 1217.

### Politieke situatie
De gemeente maakt(e) deel uit van:
- tot 1252: Graafschap Ravensberg
- 1252–1803:  Prinsbisdom Münster
- 1803–1810: Amt Cloppenburg van het Hertogdom Oldenburg
- 1811–1814: Département de l’Ems-Supérieur, Frankrijk
- 1814–1918: Amt Cloppenburg van het Groothertogdom Oldenburg onder het Duitse Keizerrijk
- 1918–1946: Amt Cloppenburg van het Land Oldenburg in de Republiek van Weimar en daarna het Derde Rijk
- sinds 1946: Landkreis Cloppenburg, deelstaat Nedersaksen, Bondsrepubliek Duitsland.

Gebeurtenissen van meer dan plaatselijk historisch belang hebben zich in al deze jaren niet voorgedaan.

## Bezienswaardigheden
- De fraai in het bos gelegen restanten van de ringwalburcht Quatmannsburg
- De rooms-katholieke St. Pieter- en Paulskerk te Cappeln (1902), met  in het interieur interessante liturgische voorwerpen; het loont de moeite, hier te zijn wanneer de zeer welluidende kerkklokken geluid worden.
- De deels 12e-eeuwse, in de 17e en 20e eeuw gemoderniseerde, rooms-katholieke Mariakerk te Sevelten

## Afbeeldingen

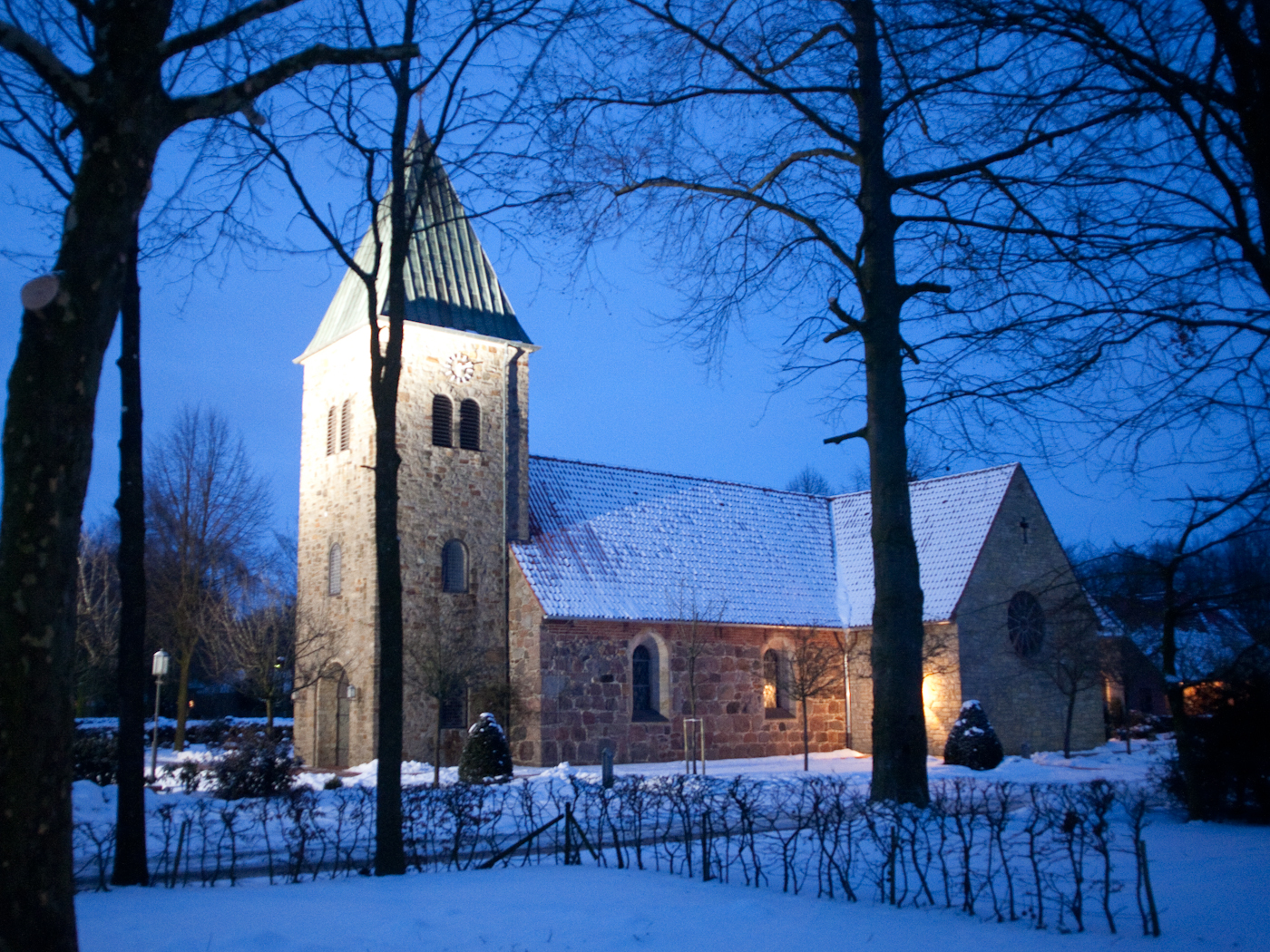
Mariakerk te Sevelten
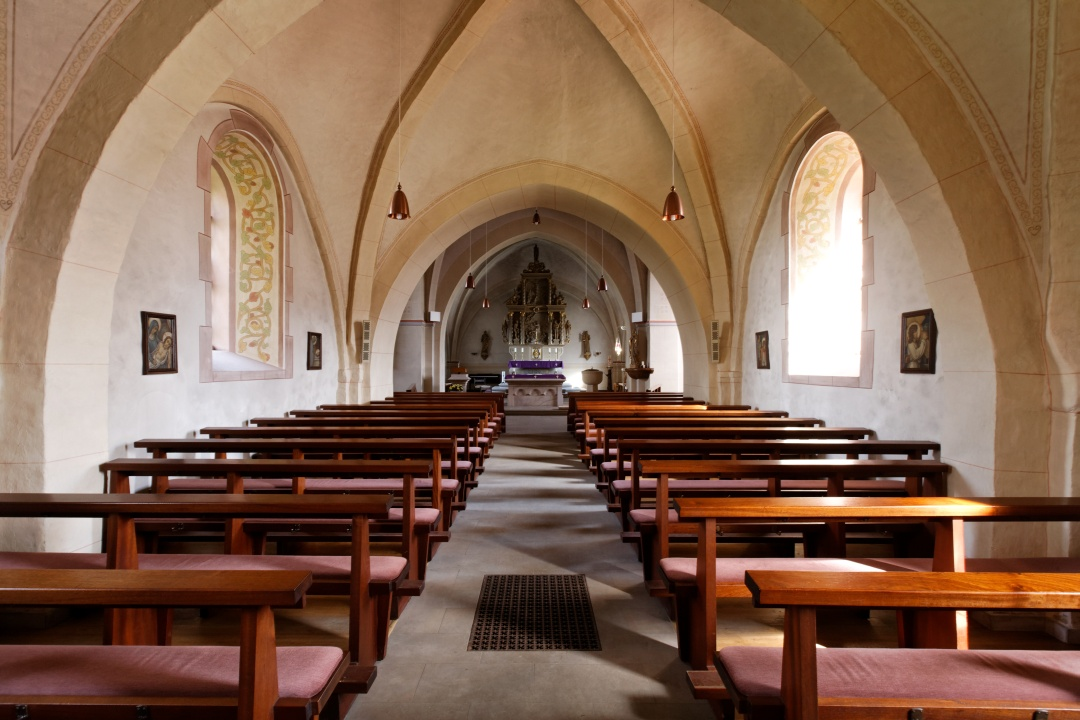
Interieur van deze kerk
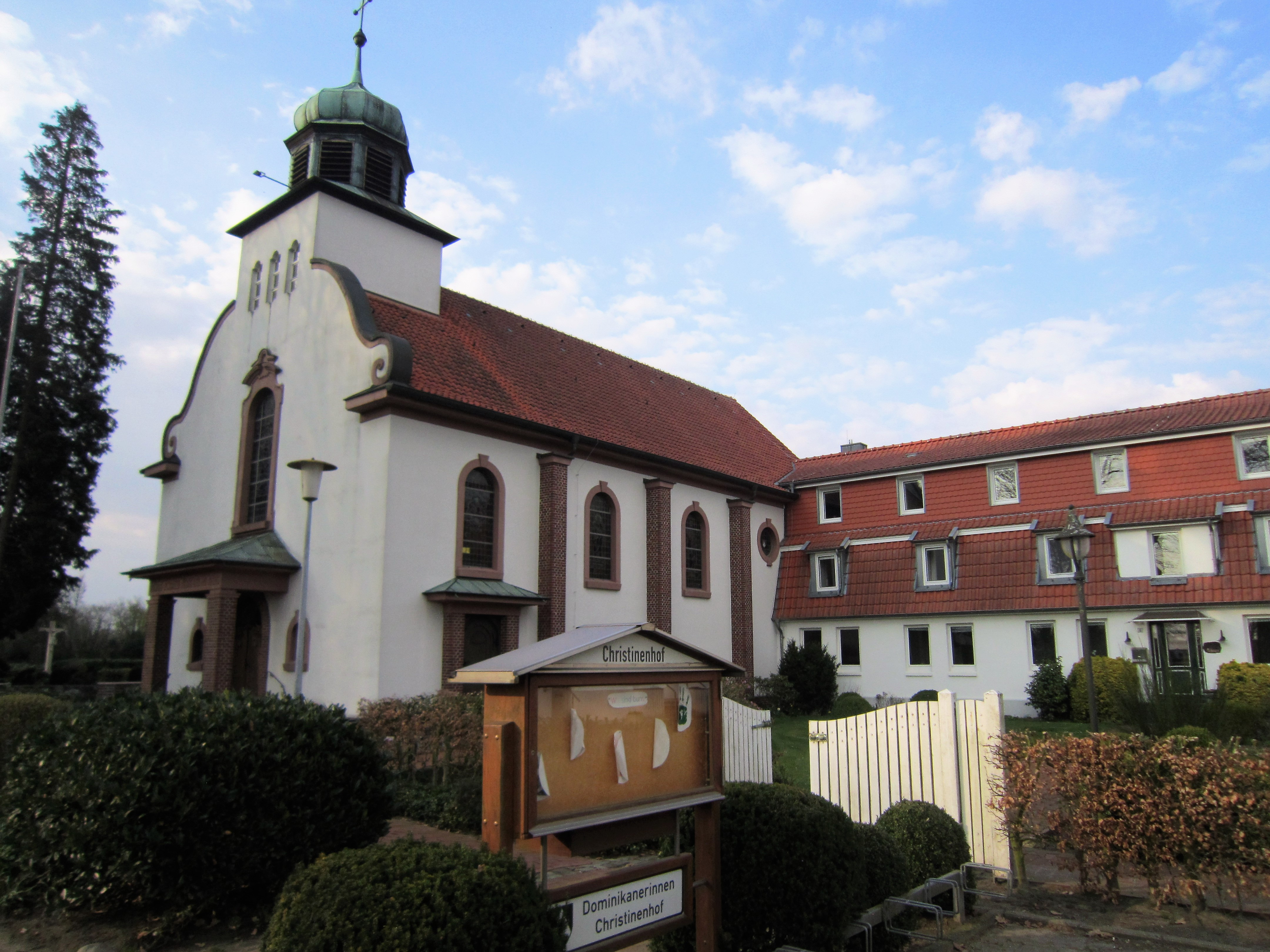
Schwichteler, Christinenhof
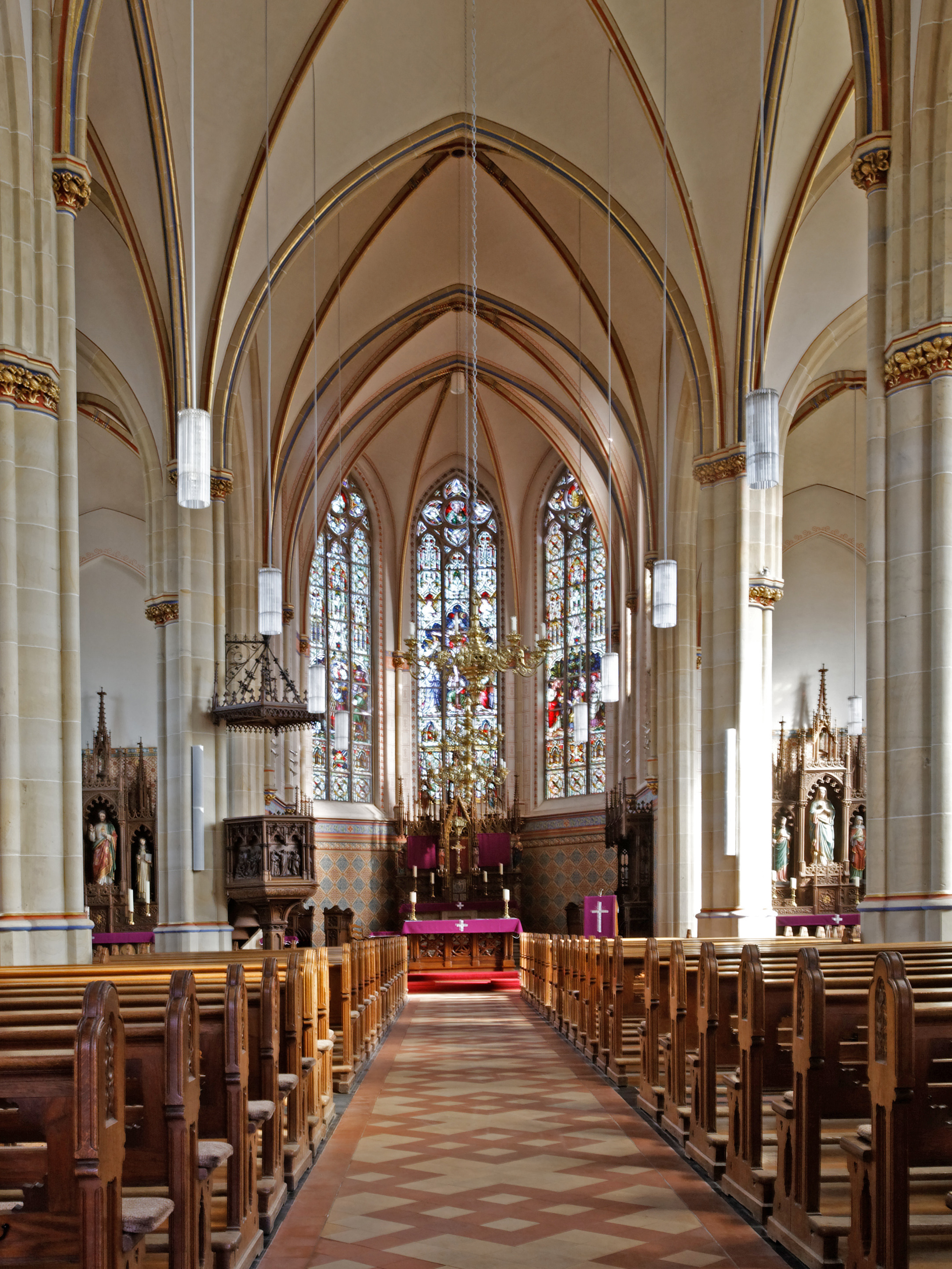
In de St. Pieter- en Paulskerk te Cappeln
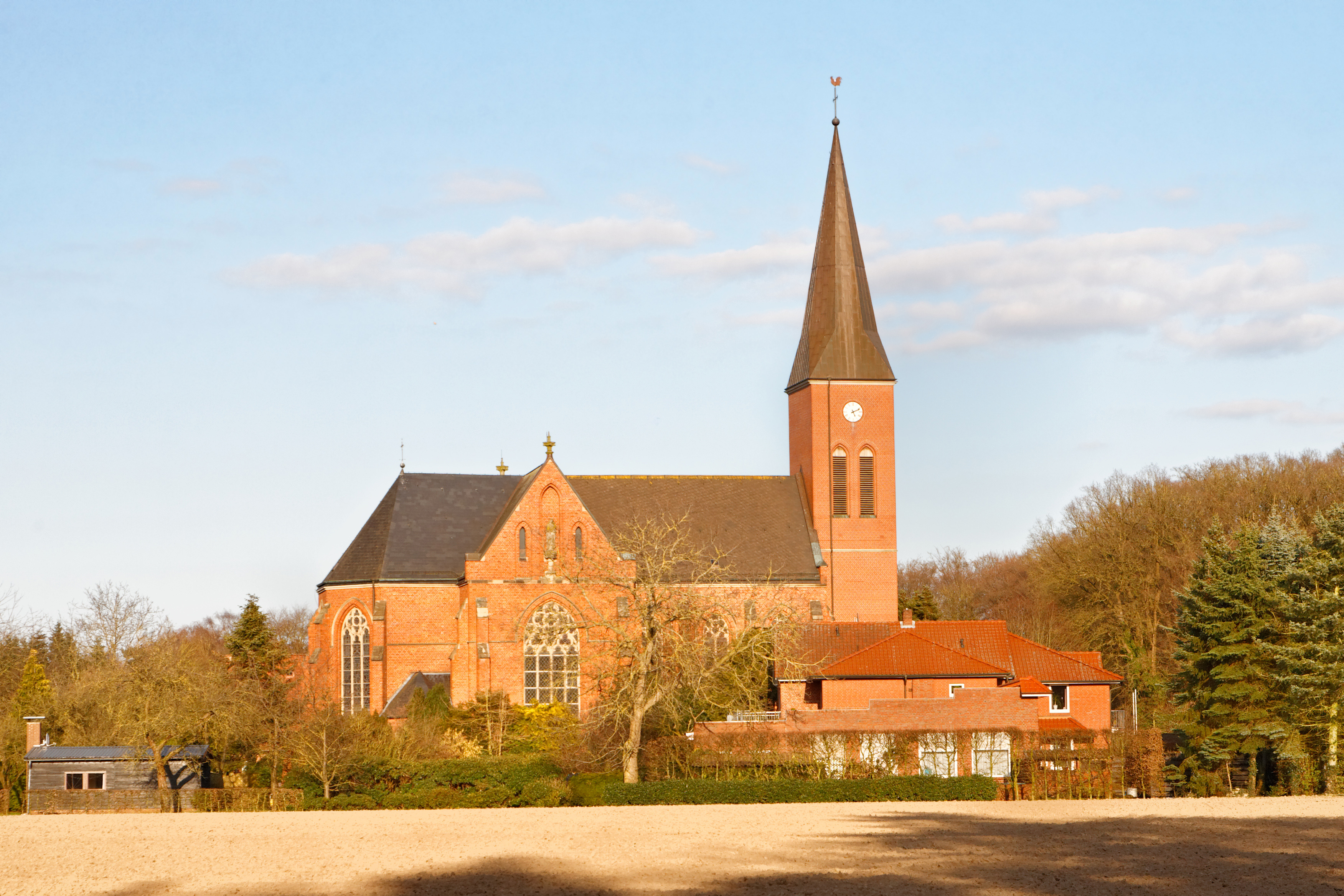
St. Franciscuskerk te Elsten
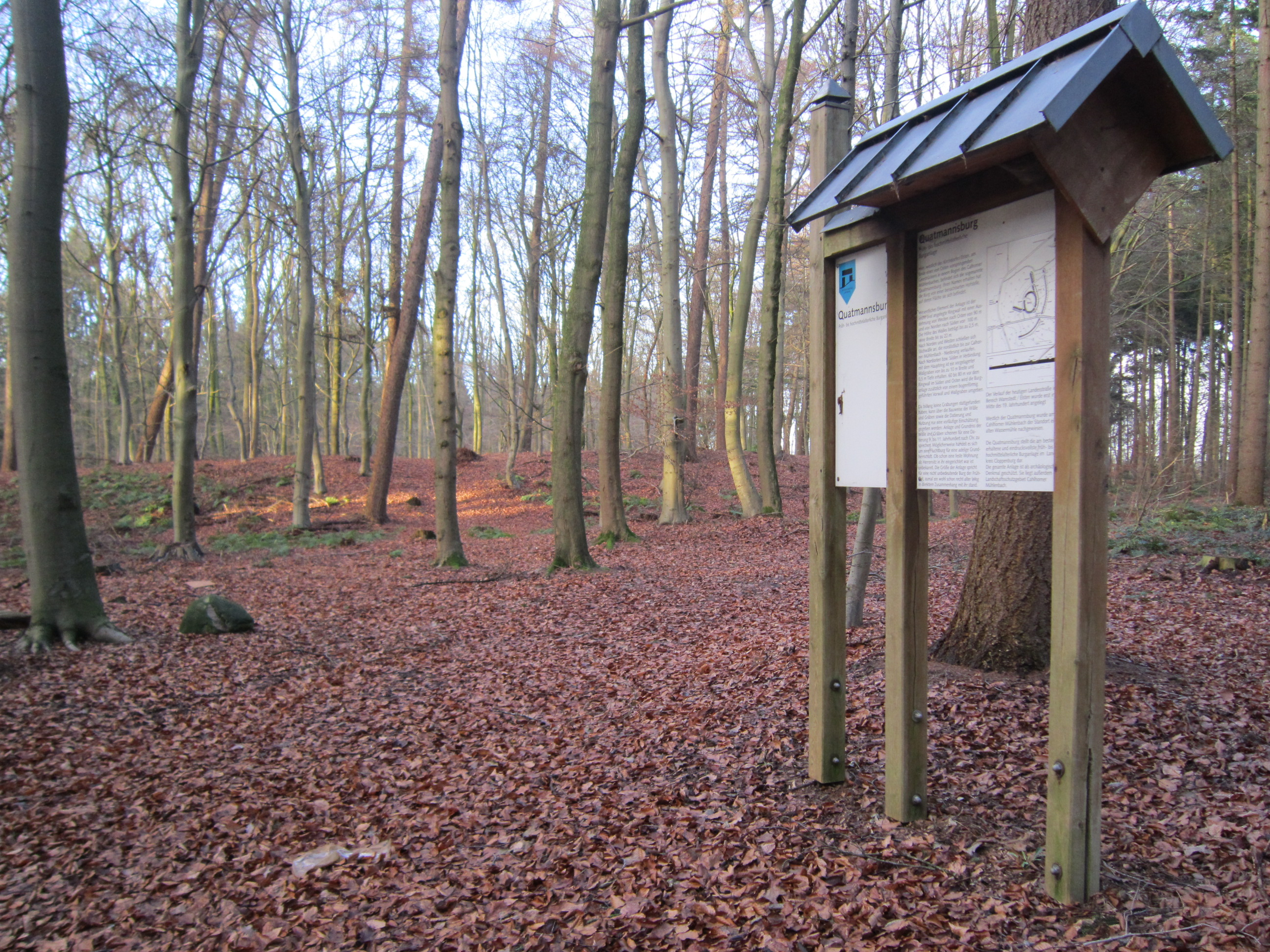
Voormalige ringwalburcht Quatmannsburg

## Partnergemeente
- Langenstein, Landkreis Halberstadt in Sachsen-Anhalt, Duitsland.